# Tyrant (группа, США)
Tyrant — американская метал-группа, сформированная в 1978 году.

## История
Музыкальный коллектив Tyrant был сформирован в штате Калифорния в 1978 году гитаристом Роки Роквеллом, басистом Грегом Мэйем и вокалистом Дагом Андерсоном. К 1982 году Андерсон покидает состав и его место занимает Глэн Мэй. В составе также появляется барабанщик Роб Рой. В ходе одного из концертов командой заинтересовался глава лейбла Metal Blade Records Брайан Слэйгел, по инициативе которого на сборник Metal Massacre III от Tyrant была включена композиция «The Battle of Armageddon». На этом же лейбле в 1985 году выходит дебютный альбом Legions of the Dead, продюсированием которого занимался Билл Метойер. Спустя два года снова на Metal Blade Records выходит вторая работа коллектива Too Late to Pray, где в качестве барабанщика выступил новый участник Г. Стэнли Буртис. С изданием релиза утратил юридическую силу контракт с лейблом, а вместе с этим и творческая активность команды.
В 1994 году музыканты последнего состава решают воскресить группу в связи с чем проводят турне по Европе, а в 1996 году выпускают третий полноформатный альбом King of Kings. В этом же году с добавлением двух бонусных композиций лейблом Art of Music переиздаются первые два альбома. Вскоре коллектив покидает гитарист Роки Роквелл, место которого занимает Энтони Ромеро.

## Участники
- Глэн Мэй (Glen May) — вокал
- Роки Роквелл (Rocky Rockwell) — гитара
- Грег Мэй (Greg May) — бас-гитара
- Роб Рой (Rob Roy) — ударные

### Бывшие участники
Вокал
- Richard Fuentes
- Даг Андерсон (Doug Anderson) (1978—1982)

Гитара
- Энтони Ромеро (Anthony Romero)
- Tony Ramirez
- Gary Crisp
- Bill Stremmel

Ударные
- Tom Meadows
- Phil Hilick
- Г. Стэнли Буртис (G. Stanley Burtis)

## Дискография
- 1982 — Demo (демо)
- 1985 — Legions of the Dead
- 1987 — Too Late to Pray
- 1996 — King of Kings